# Sirocco

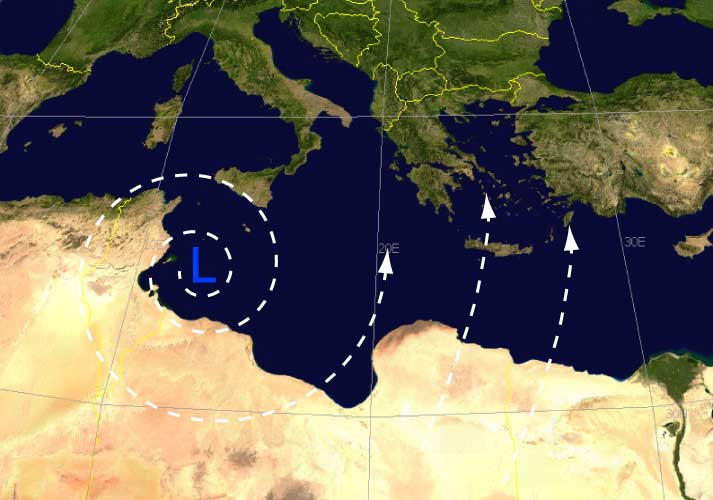
Sirocco wieje z Libii i Egiptu gdy w Zatoce Gabes (Tunezja) znajduje się układ niskiego ciśnienia

Sirocco, scirocco [ʃiˈrɔkko] (z fr. sirocco i wł. scirocco z arab. shoruq z sharqi, sharq) – suchy i gorący wiatr wiejący w basenie Morza Śródziemnego (głównie Półwysep Apeniński, Sycylia, Sardynia, Korsyka i Malta). Wieje z kierunków południowego lub południowo-wschodniego, znad Afryki lub Półwyspu Arabskiego, przynosząc znad Sahary i innych pustyń tumany piaszczystego pyłu. Wieje najczęściej na wiosnę, choć niekiedy występuje zimą, powodując opady czerwonego śniegu.